# Жак Дерида
Жак Ели Дерида (на френски: Jackie Élie Derrida) е френски философ.
Той е смятан за най-известния философ на ХХ век. Роденият в Алжир френски философ, писател, литературен, културен и политически теоретик има огромно влияние върху философията и литературната критика, но и интелектуалната сфера като цяло, и става особено известен като създател на критическия подход или методология във философията, наречен деконструкция. Изключително продуктивен, неговите многотомни публикации и конкретно идеята му за деконструкцията имат дълбоко влияние, предимно през последната четвърт на 20 век, върху европейската континентална философия, литературна теория, хуманитарните специалности и различни сфери на изкуството, включително архитектура, история и право. Дерида обикновено е смятан за труден за четене автор, неговите изследвания често са по границите на философията и се отнасят и до политиката, поетиката, въпросите на пола, психоанализата, статута на университета и етиката. Дерида е също така свързан с постструктурализма и постмодернизма, въпреки че никога не е използвал последния термин, за да определи себе си и своята работа.
Жак Дерида посещава България през 2001 година и е удостоен с Доктор хонорис кауза на философските науки от Софийския университет. Тогава той присъства на международна конференция, посветена на него и организирана в София, чиято тематика е определена в областта на политиката – „Чудовищният дискурс. Балканите и Европа – деконструкция на политиката“.

## Биография
Жак Дерида е роден на 15 юли 1930 г. в кв. Ел-Биар на гр. Алжир, който е столица на Алжир (по-онова време колония на Франция), и е третото от пет деца на еврейско семейство с френско гражданство. Своето детство Дерида прекарва в Ел-Биар. През 1942 година, на първия учебен ден е върнат вкъщи от лицея, в който учи, тъй като алжирските административни власти прилагат тогава антисемитски квоти, наложени от правителството на Виши. По-късно, когато е записан в еврейски лицей, формиран от преместени учители и ученици, Дерида тайно бяга от училище в продължение на цяла една година, тъй като не се чувства добре социализиран в новата среда. Започва да мисли сериозно за занимания с философия около 1948 и 1949 г. Записва се в подготвителния клас на лицея Луи-льо-Гранд в Париж и е приет в Екол Нормал Сюпериор за учебната 1951 – 52 година.
Още през първия ден от следването си в Екол Нормал Дерида среща Луи Алтюсер, с когото стават приятели. Сближава се и с Мишел Фуко, чиито лекции посещава. След като посещава хусерловия архив в Льовен, Белгия, той завършва философската си степен, като защитава дисертация за генезиса при Хусерл. Дерида получава стипендия да учи в Харвардския университет и през юни 1957 г. се жени за Маргарит Окутюриер в Бостън.
След обявяването на алжирската независимост през 1960-те години заедно с много други пие ноар (унизително название, използвано от французите по отношение на хората от френско-местен произход по времето на колониализма), семейството окончателно се премества във Франция. В резултат на това проблемът за идентичността става основен в мисленето на Дерида.
След края на алжирската война Дерида започва дълга, макар и амбивалентна, „задявка“ с кръга Тел Кел, група литературни и философски теоретици, начело с Филип Солерс. По същото време преподава философия в Сорбоната и от 1964 до 1984 в Екол Нормал Сюпериор. Неговата жена Маргарит ражда първото им дете Пиер през 1963 г. С представянето си на лекция в университета „Джонс Хопкинс“, озаглавена „Структура, знак и игра в дискурсът на хуманитарните науки“ (по-късно публикувана в книгата „Писмеността и различието“), той вече придобива световна известност. Вторият му син се ражда през 1967 г. Същата година Дерида публикува първата от трите книги „Писмеността и различието“ (L’Écriture et la différence), „Гласът и феноменът“ (La Voix et la phénomène), „За граматологията“ (De la grammatologie), която ще му донесе истинска известност и име.
На конференция в университета „Джонс Хопкинс“ Дерида среща за първи път Пол де Ман, белгийски литературен теоретик, чиято работа ще бъде тясно свързана с неговата през 70-те и 80-те години на 20 век. В началото на 1970-те години Дерида прекарва известно време в САЩ, където изнася лекции в Йейл и Калифорнийски университет в Ървайн.
Умира на 8 октомври 2004 г.

## Същност на деконструкцията
Кой би могъл да каже какво деконструкцията е? Виж отговор на въпроса „Какво е деконструкция?“ на Жак Дерида в секцията външни препратки.
Най-често деконструкцията днес се приема просто като синоним на анализ, а собствено Дерида говори за деконструкцията като „изпитание на невъзможното“. Като цяло Дерида отказва да обобщи и дефинира какво е деконструкция, като оставя у аудиторията усещане за енигматичност. Например в някои случаи Дерида говори за деконструкцията като за „справедливост“, а в други като за „любов“.
Всъщност цялата логика на субект и предикат е подложена под съмнение. Това, което Дерида се опитва да направи в множество си съчинения, е да провокира западната традиция на мислене за основните нейни конструкти, пропозиции или, както деконструкцията обича да казва, „да ги подкопае“. Това запитване към западната философската традиция се гради на един „пост-метафизичен усет“ за липсата на идентичност, за тъждественост на „е“-то (тоест нещата такива каквито са, закон за идентичността и същността. Ние бихме могли да се запитаме „как тогава например един деконструктивист би могъл да определи например какво деконструкцията Е? Твърде интересният отговор на деконтруктивистите на този въпрос е, че „деконструкцията все пак си служи с досегашните принципи на мислене“ и вероятно би търсила отговор на въпроса поради тази причина), и наличието на различие, и съмнението относно възможността за Е.
Все пак не само изхождайки от името на деконструкцията, но и от думите на Дерида, можем да кажем, че деконструкцията е опозиция на властващия през 50-те и 60-те години на 20 век в Европа структурализъм. Аналогични в това отношение са и постструктурализмът и постмодернизмът. Самият Дерида казва: „Деконструкцията беше също така заемане на позиция спрямо структурализма“. Ако не нещо друго, то деконструкцията Е всичко това, което структурализмът НЕ Е. И в същото време не е, това което структурализма е.
| (…) цялата история на концепта за структура, за която говорим преди нейния разрив, трябва да бъде видяна като поредица от субституции (замествания) на център с център, като една навързана верига от детерминирания на центъра. Последователно и по сходен начин центърът получава различни форми и имена. Историята на метафизиката като история на Запада е история на тези метафори и метонимии. Нейната матрица (…) е детерминацията на съществуващото като присъствие във всички значения на тази дума. Може да се покаже, че всички имена, свързани с фундаменти, принципи или с центъра са винаги означавали неизменното присъствие – eidos, archē, telos, energeia, ousia (същност, съществуване, субстанция, субект) alētheia*, трансценденталност, съзнание, Бог, човек и така нататък.“ Дерида, „Структура, знак и игра“ в „Писмеността и различието“, стр. 353 (посочената страница е от английския превод на книгата) - alētheia – истинност, божествена истина в християнството, използва се от Хайдегер, който в „Битие и време“ се опитва да се докосне до някакво предсократическо разбиране за истината. |

Деконструкцията най-общо оспорва всички от основните положения на структурализма:
- структурата, нейните граници, център и т.н.
- означаващо, означаемо, връзките между тях
- език, реч; мислене, език; език и писменост
- метафизика на същността и присъствието (впрочем и изобщо метафизиката /според Дерида метафизиката е „предразсъдък“/)
- власт (доминация) на лингвистиката като наука за езиковите знаци, а оттук в някакъв смисъл и на семиотиката (постулатите за означаващо и означаемо са и нейни).

Език, реч, писменост
'Другото голямо твърдение или оспорване, произлизащо от работата на Дерида, е свързано с понятията език, реч, писменост. Сосюр твърди, че писмеността е вторична, речта – първична (т.е. тя съдържа същността на езика). Книгата на Дерида „За граматологията“ е широк опит да се осмее, оспори и абсурдизира това (аксиоматично за лингвистиката) твърдение. Донякъде идеите на Дерида са оправдани, тъй като писмеността днес е твърде широко навлязла в употреба в сравнение с преди и на нея вече едва ли може да се гледа до такава степен като на нещо вторично. По-нататъшните лингвистични наблюдения в книгата са основани върху френската писменост (без големи сравнения и съпоставка с други такива) и в крайна сметка имат по-скоро характер на догадки. Все пак Дерида проявява завидна интуиция по отношение на езика, по отношение на навлизането на писмеността в немислима дотогава честота и степен на употреба за общуване в ежедневието – с неща, които са твърде обичайни за нас днес – чат, форуми и прочее инварианти на писмено общуване.
Условности на знанието
Ако нашият лекар започне да превъзнася естетическите стойности на обрива по кожата ни, вместо да предложи подходяща диагноза, вероятно ще почувстваме, че той му придава неправилно „значение“. Но това не означава, че неговият „прочит“ на обрива е неверен или че интерпретацията на фактите е неправилна. Той чисто и просто би бил неуместен. Критерии от сферата на изкуството са прехвърлени в сферата на медицината. С други думи, нашият лекар излиза далеч от очертанията на медицинския дискурс. Значението винаги има свое място. Това е пример как, както смята Дерида, областите на знанието слагат нужната граница на онова, което би било валидно да се каже. Според Дерида определени дисциплини представят значението и истината като очевидни.
Всъщност това, което се приема за смисъл и истина, е ограничено от понятието за дисциплината, която го изучава. Един от проектите на Дерида има за цел да покаже, че всички значения и истини никога не са абсолютни или независими от времето, а винаги са рамкирани от специфични социални и исторически условия на знанието. Така че, когато докторът най-после излезе с предложение за диагнозата, той всъщност разиграва условни и общоприети идеи на онова, което се счита за болест, на това как симптомите се свързват със заболяването, каква е ролята на докторите като такива и какво съставлява самата медицина. Нищо от това не е извън историята и културата. По този начин онова, което лекарите биха предписали като лекарство, зависи от настоящото ниво на знание, което е винаги предмет на промени (днешното лекарство може да се превърне в утрешна отрова).
Разбира се, нищо от тези идеи не намира място в разговора с нашия лекар. Нашето единствено желание е да си вземем рецептата и да се приберем у дома. Консултацията с личния лекар чисто и просто изглежда като най-нормалното нещо на света и нито ние, нито лекарят бихме сметнали за необходимо да коментираме медицината като социална конструкция. Полето на медицината само по себе си изисква определени исторически разбирания за болестите, симптомите и лекарствата. Зависи също и от западните идеи за научната рационалност и обективност. Например западната медицина представя себе си като наука и като нещо фундаментално противоположно на магията.
Друг пример е как литературните теоретици и критици имат склонност да представят техните интерпретационни текстове като нещо очевидно и естествено. Те не ни казват дали литературната критика е нещо, с което си струва да се занимаваш или на какви основания някои текстове се броят за литература, а други – не. И двете, следователно, и литературата, и критиката са неща, които се считат от нас за даденост, сякаш са самодостатъчни житейски факти. Възможно е критиците да използват определен набор от наследени критерии, без да ги подлагат на съмнение. Смисълът се счита за нещо „присъщо“ на текста и критикът счита, че има определени способности да внесе светлина в него.
Деконструкцията разкрива скритите предпоставки. Не съществува „чисто“ знание извън обществото, културата или езика.
Това означава, че всички системи на вярвания, колкото и „рационални“ да изглеждат, подлежат на критика (под рационализъм Дерида не разбира нищо друго, освен „западната метафизика“). Колкото повече една позиция има склонност да представя себе си като „нормална“ и „естествена“, толкова по-непреодолимо е желанието на Дерида да я деконструира.
„Против“ Смисъла
Да мислим за нещата в рамките на онова, което те „наистина означават“ е навик на мислене, който ни изглежда абсолютно естествен и е изключително трудно да си представим някаква негова алтернатива. Например ние коментираме в момента група от текстове. Като че ли те образуват едно цялостно тяло от разработки, която принадлежи на един-единствен автор (Дерида) и в която откриваме определени основни теми. Споменаваме също и постмодернизма, сякаш и той представлява единичен дял от знание. Но ако има една-единствена главна цел в работата на Дерида, то тя има едничката амбиция да разруши този навик на мислене, виждан от него като илюзорно вярване в сигурността и смисъла.
Под смисъл Дерида разбира западните форми на знание – в науката, философията, „здравия разум“ и т.н. – организиране на теориите около „центрове“ и „източници“. Една от основните цели на постмодернизма е да покаже, че тези центрове и източници нямат никакви основания в реалността. Те са митове. (Това трябва да ни сигнализира, че е опасно да говорим, че Дерида се придържа към някакъв определен проект в работата си или че деконструкцията има дадена главна насоченост).
Критиката на Дерида едновременно спори и се съгласява със структурализма на Фердинанд дьо Сосюр. Той взема идеята на Сосюр, че езикът не може да посочва извън себе си. С други думи, езикът е самопосочваща и саморегулираща се система. За структурализма не е необходимо да се излиза от една знакова система, за да се намери смисъла. Смисълът произлиза от вътрешните взаимоотношения между отделните части. Така структурализмът отказва да търси източникът на смисъла в природата или в автора.
Дерида и постструктурализмът се съгласяват със структурализма по този въпрос. Те също отхвърлят значимостта на личните намерения или индивидуалния опит в създаването на значение. Това, което е важно за тях не е интенционалното самоизразяване, а оперирането на езиците, които наследяваме. Значенията на репрезентацията едновременно надминават и предхождат решенията на индивидуалните човешки същества.
Но Дерида смята, че макар и структурализмът да отхвърля ролята на индивидуалността и природата като чисти основания на значението, той все още се придържа към дълбинния модел на смисъла. С други думи структурализмът счита, че структуралистките идеи могат да се използват, за да се направи разрез на текста и да се достигне до неговия истински лингвистичен механизъм, че може да „намери решение“ или да „обясни“ текста.
Така структурализмът променя разбирането на хората за това откъде идват значенията, но все още отдава на значението основна роля, съдържаща се в дълбочината на структурите. Например Клод Леви-Строс е вярвал, че е открил една-единствена универсална структура зад всички (само повърхностно различаващи се) култури.
Дерида нарича това „метафизика на присъствието“. Тя поддържа мита, че нещата са смисленозначими преди да ги облечем в думи. Например тъй като имаме една дума „постмодернизъм“, ние предполагаме, че на нея съответства и едно-единствено нещо. Името „постмодернизъм“ придава значение на нещото „постмодернизъм“, така че ние сега си задаваме въпроса „що е постмодернизъм?“ вместо по-подходящия въпрос "какво означава думата „постмодернизъм?“ Дерида би казал, че отново сме попаднали под илюзорната сила на метафизиката на присъствието. Постмодернизмът се е превърнал в обект (присъствие) по такъв начин, че сега говорим за някои неща като за по-постмодерни от други.
Чрез отнасянето към такива присъствия теориите и интерпретациите претендират, че отразяват валидни откъси от информация. Но деконструкцията на Дерида търси да подчертае как езикът, използван в определени области, едновременно създава необходимия смисъл, който науката обявява за истинен и замаскирва начините, чрез които създава този смисъл.
Логоцентризмът
Важен пример на метафизиката на присъствието е разбирането, че думите пренасят смисъл от съзнанието на говорещия в съзнанието на слушащия. Това предполага, че речта е превозно средство за изразяване мислите на говорещия, а писмения език се опитва безплодно да подражава на тези взаимоотношения. Дерида нарича този мит „логоцентризъм“ и вярва, че той характеризира цялото западно мислене. Той го деконструктивира, казвайки, че и двете – речта и мисълта, са текстове и следователно се характеризират от „оразличаващото отлагане“; „разлачие“ (differance).
Идеята за центъра като репресираща философска и политическа традиция е в основата на деконструктивисткия опит да лиши този център от доверие. Терминът за логоцентризъм се разширява до понятието фалогоцентризъм. Logos-ът, който в западната философия е придобил много повече значението на знание, отколкото има в произхода на думата – гръцки „слово“. Тази концепция за логоса като слово, знание идва от метафизиката на присъствието, която структурира християнството, и която отвежда до трансцендентното означаващо или крайното (отдалечено и външно) себедостатъчно знание (Бог, истина и т.н.). Така другостта и различието е нихилирана за сметка на присъствието и идентичността. Логонцентризмът се осъществява според Дерида и по отношение на връзката означаващо-означаемо, писменост-реч, реч-мислене, където в класическите лингвистични теории речта е първичното означаващо на мисълта, а писането е външно на речта. В същото време речта реализира „присъствието“ (в ролята на говорещия), докато писането – съответно „отсъствието“.
Differance
На френски думата differer означава едновременно „различавам се“ и „отстъпвам“. В своята книга „Пределите на философията“ Дерида безкрайно се забавлява с тази игра на думи. Самата дума не е лесна за дефиниране. Дерида казва „Differance няма, не съществува“ и „не е нито дума, нито концепция“. Но това, което той има предвид е семиотичната идея, че езикът е система от диференциации. Това предполага според Дерида, че знаците винаги съдържат връзки един с друг и нямат свое собствено „съществено“ значение. Когато потърсим някоя дума в речника, тя винаги отвежда към нови думи – винаги ни свързва с други знаци. Така, че значението е едно безкрайно диференциране. В същото време всеки знак придобива смисъл само чрез диференцирането – червеното означава „спри“, защото зеленото означава „тръгни“.
Деконструкция на Опозициите
Смисълът на „присъствието“, конструиран от полето на знанието, разчита изключително на системите на опозициите. В примера с медицината „наука“ е предпочитаният доминантен термин (присъствието), докато „магия“ е второстепенен термин, спрямо който се дефинира науката. Поставяйки се на „правилната“ страна на опозицията, науката конструира себе си като сфера на обективността и истината.
Дерида твърди, че цялото мислене е изградено от такива условни актове на разделение. Така традиционно ние мислим в опозиции като частно/обществено, природа/култура, душа/тяло, обективно/субективно. Единият елемент от опозицията винаги се счита за по-низш, вторичен, а другият привилегирован като чисто, първично присъствие. Винаги има борба между двата елемента и това става почва за спор, интерпретация и доказателство.
Аргументите относно природата на постмодернизма често действат по същия начин. Независимо дали са „за“ или „против“ постмодернизма, те винаги го свеждат – както и наименованието предполага – до връзката му с модернизма. По този начин модернизмът се превръща в едно-единствено нещо, което се възприема ретроспективно от префикса „пост“. В този процес модернизмът и постмодернизмът взаимно се определят.
Една от основните задачи на деконструкцията е да анализира механизмите, чрез които работят бинарните опозиции. По този начин целта е да се разкрие и критикува силата на по-широките структури, в които те са въплътени. Например:
Много модернисти приемат бинарното противопоставяне между висока и масова култура. В тази опозиция масовата култура е чудовищната противоположност на високата култура. Високата отхвърля масовата като „чужда“, но въпреки това се нуждае от нея за определяне на собствената си идентичност. Малко или много и двете страни на опозицията съдържат същите характеристики – например високата култура е активна, ниската – пасивна. Така че „висока“ се определя единствено чрез това да не бъде „ниска“, тъй като и двете са онова, което не са, нито едно от тях няма самостоятелно съдържание. Има само диференциация. И ако високата култура няма съдържание, то няма и основание да господства над масовата. Така се извършва цялостна деконструкция.
По същия начин можем да се опитаме да приложим подобен подход спрямо други бинарни опозиции като Запад-Изток, Добро-Зло, Тъмно-Светло, Цивилизовано-Примитивно, Ние-Те и „политическите“ възможности на деконструкцията стават понятни. По тази причина Дерида се оказва полезен за някои постколониални, както и феминистки теории.
Писането
Когато се опитваме да разберем постструктурализма, бихме могли спокойно да се запитаме „За какво говори Дерида?“ В часовете по литература учителите често задават въпроса какво даден откъс от текст „казва“. В двата случая объркваме говоренето с писането. За Дерида и постструктурализма няма автор, който ни говори; има само написан текст върху страницата.
Дерида твърди (или по-скоро ние твърдим, прикрепяйки към това името на Дерида), че всички науки и философии отричат значимостта на писането. Писането е представяно илюзорно от философията и науката като неутрално, като медиум, който пренася смисъла, като прозрачна материя, през която гледаме и съзираме „мислите“ от другата страна. (тоест първо имаме идеята, после я написваме). Обаче да се вглеждаме в самото писане – т.е. думите, стила – би изглеждало ненужно – трябва да се гледа отвъд думите и да се търсят аргументите или фактите.
Дерида и другите постструктуралисти отхвърлят идеята, че писането е прозорец към истината. Идеята, че езикът е прозрачен служи само за да отвлече вниманието ни от възможността историята да бъде разказана по много и различни начини. Използването на различни думи би могло да създаде много различни смисли (класическите примери включват избора между „сбирщина“ или „тълпа“ и „терорист“ или „борец за свобода“). Предположението, че всички текстове са непроницаеми означава, че на никой текст не може да се има доверие. Не би трябвало да се пренебрегват уловките, с които си служат текстовете, за да ни уверят в своята невинност и откровеност.
Например във филма „Списъкът на Шиндлер“ Стивън Спилбърг показва някои сцени в черно и бяло с цветни елементи в тях. Това ни напомня за изкуствената природа на филма, фактът че гледаме филмова лента, а не една реалност, разгръщаща се пред нас. Това ни подсказва, че няма филм, който сам по себе си достатъчно адекватно да изрази истинските исторически събития. Подчертавайки своята изкуственост, филмът признава, че не е в състояние да разкаже цялата история, че в крайна сметка това е просто един филм.
Обобщение
Западната философия, включително и общият здрав разум, се върти около илюзията на метафизиката на присъствието, която намира израз в понятия-митове като „съдържание“, „смисъл“, „причина“ и „същност“. Но такова присъствие не е никога „чисто“ присъствие:
- Съдържанията не са си просто там. Те са сложени там от инструментите, знанията и идеите, с които си служим, за да ги открием.
- Онова, което се счита за дълбоко или съществено, централно значение в даден текст, зависи от това къде сме застанали ние.
- Езикът, с който назоваваме нещата играе критична роля в определянето на тези неща поначало.

Всички теории, аргументи, текстове и т.н. са построени върху абстрактни системи от взаимоотношения. Така че никога не почиват върху стабилните основи на предварително съществуваща и чиста реалност.
Структурализмът търси „фактите“ относно текста. За постструктурализма (и следователно – постмодернизма) няма никакви факти. Има само интерпретации.

## Критика на Дерида
Широк поглед върху историята на рецепцията на Дерида, покриващ периода до публикацията на „Призраците на Маркс“ (Specters of Marx) (1994), e даден в книгата The Reception of Derrida: Translation and Transformation (2006).

### Аналитична философия
Сред най-суровите критици на Дерида са аналитичните философи и учени, някои от тях наричат работата му не-философска и дори псевдофилософска. Все пак Дерида е многократно радушно приеман от Американската философска асоциация и изключително ценен от някои американски философи, сред които Ричард Рорти и Стенли Кавел. Всъщност повечето критики, идващи от страна на аналитичната философи, следват линия, положена от Джон Сърл през 1974, която е отговор на Деридовата „Подпис, събитие, контекст“ (Signature, Event, Context), самата тя критично четяща Джон Остиновата „Как да правим нещата с думи“. Дерида отговаря на Сърл в есе озаглавено „Ограничена отговорност' АД, а б в ...“.
| Вие също така ме питате с личен маниер, защо хората са така разпалени и люти по отношение на мен. В много голяма степен аз не зная това, в техни ръце е да успеят да отговорят на този въпрос. До някаква по-малка степен все пак аз знам, че обикновено това не е защото хората са персонално гневни към мен (е, разбира се, това се случва предполагам насаме), а по-скоро защото хората са гневни на това което „пиша“. Те са ядосани на моите текстове, много повече от което и да било друго, и аз мисля, това е заради начина, по който аз пиша – а не заради съдържанието или тезисите. Те казват, че аз не се подчинявам на простите правила на реториката, граматиката, доказателството и аргументацията, но разбира се, ако бяха в действителност незаинтересовани, те не биха се гневили. Както се случва, те започват да се чувстват увлечени, ала в същото време усещат, че това не е така лесно, и за да четат моите текстове трябва да променят правилата, да четат различно, и въобще ако не друго, то поне с един различен ритъм. Дерида, „Следвайки теорията“ (Following Theory), стр. 17, в life.after.theory, редактори Майкъл Пейън и Джон Шад. |

През 1992 г. университетът в Кеймбридж награждава Дерида като почетен доктор въпреки силната и упорита опозиция на местния философски факултет. 20 философи от други институции, включително Ван Клайн и Рут Баркан Маркус, подписват писмо в протест на удостояването му с това звание, твърдейки, че работата на Дерида „не отговаря на приетите стандарти за яснота и строгост“ и описват философията му като композирана от „ефектни трикове за привличане на вниманието, подобни на тези на дадаистите“. Дерида отговаря, че това писмо затруднява и спъва себе си непосредствено, трансгресирайки баналните стандарти за „яснота и строгост“, като основава обвиненията си на предположени цитати („логически лъжузии“), които, както пише Дерида, „аз предизвиквам всеки да открие в моите текстове“, и които обвинения за него разкриват един опит да се жандармизира академичната свобода.

### Международен смут
Ноам Чомски е изразявал виждането, че Дерида използва „претенциозна реторика“, за да замъгли в същност простотата на своите идеи. Той поставя Дерида в една широка категория парижки интелектуалци, които той критикува, като действащи в ролята на елитна силова структура за добро образование чрез „трудно писане“. Чомски също така е давал индикации, че може би той просто не е способен да разбере Дерида, но че в същото време е подозрителен към тази възможност. Опозицията на Чомски по отношение на Дерида може приемливо да се обвърже с опозицията към лингвистичните и семиотични теории, които Дерида донякъде е засягал в своите работи, която е опозиция към голяма част от модерната френска мисъл.
Некрологът на Дерида от Джонатан Кандел в Ню Йорк Таймс нарича философа, починал на 74 г. (10 октомври 2004), „неясен теоретик“. Некрологът е силно критикувано от много членове на академиите като идеологически мотивиран, нарочно оскърбителен и прекомерно критичен и протестно писмо е подписано онлайн от 5000 учени. Като отговор на масовото академично възмущение против некролога, същият документ е публикуван отново, този път с твърде симпатизиращи оценки към работата на Дерида. „Човекът, който ни показа как да се отдалечим от света“ (11 октомври 2004) от Едуард Ротщайн и „Какво наистина Дерида искаше да каже“ (14 октомври 2004) от Марк Тейлър. Други критични бележки не са публикувани, но все пак един кратък поглед върху това в каква връзка се среща името на Жак Дерида в сайта на Ню Йорк Таймс, показва, че Дерида е споменаван като синоним на „трудно писане“ или „академична изолация“. Споменаването в Економист (21 октомври 2004) привлича подобна критика. В контраст публикацията в Гардиън е по-благосклонна и обширна.

### Нихилизъм
Някои критици смятат, че деконструктивисткият проект е „нихилистки“. Те твърдят, че писането на Дерида се опитва да подкопае етичните и интелектуални норми, които са жизненоважни за академията, ако не дори за Западната цивилизация. Дерида е критикуван за създаване на смесица от екстремен скептицизъм и солипсизъм, който ефективно отрича възможността за знание и значение.
Дерида все пак смята, че деконструкцията е оживителна, оптимистична, продуктивна и положителна и че не подрива нормите, но по-скоро ги поставя в контексти, които разкриват тяхното развитие и ефективни характеристики. Дерида може би е виждал себе си като човек, който упорито изпитва конвенционалните идеи за знание и значение.
Спор около Дерида
Може би сред най-постоянстващите от критиците е Ричард Уолин, който е спорил упорито в подкрепа на твърдението и тезиса за „корозивния нихилизъм“ по отношение на Дерида и вдъхновителите на неговата работа – Батай, Бланшо, Левинас, Хайдегер, Ницше и прочее. Уолиновият антидеридеанизъм има своя история: Уолин се счепква с Дерида, като публикува нещо, което Дерида нарича „демонстративно отвратителен“, „слаб, опростен и натрапчиво агресивен“ и преднамерено злонамерен грешен превод на интервю на Дерида върху пронацистки настроения Хайдегер. Тъй като френският закон изисква съгласието на автора към преводача и подобно разрешение не е дадено, Дерида настоява интервюто да не се появява в никакви нови издания и препечатки. Така че книгата „Спорът Хайдегер“ е била представена в новите издания на Колумбийското университетско издателство без съответното интервю. Нещата стигнали до широката публика, когато приятелска рецензия към книгата на Уолин от Томас Шийман се появила в „The New York Review of Books“, в което Шийман характеризира протестите на Дерида като налагане на цензура. Това било последвано от размяна на писма, включително и на страниците на Ню Йорк Ривю, станало известно като l'affaire Derrida (аферата Дерида). Дерида отвърнал по саркастичен начин на Шийман и Уолин, като публикувал „Работата на интелектуалците и пресата (Лош пример: Как „The New York Review of Books“ и компания правят бизнес)“.
В защита на Дерида
Идеите на Дерида са заредени с прогресивен потенциал, защото:
- Те ни карат да потърсим скритите предположения в широко разпространените теории и вярвания.
- Те ни предупреждават да подлагаме на критика базата, от която правим стойностни оценки.
- Напомнят ни, че винаги мислим и говорим от дадена позиция.
- Уверяват ни, че няма обективна позиция, която да ни дава достъп до чиста и глобална истина.
- По този начин ние можем и трябва да бъдем отворени за нови възможности.

### Преводи на български език
Избрани основни творби
1. Гласът и феноменът, София: ЛИК, 1996
2. Писмеността и различието, София: Наука и изкуство, 1998
3. За граматологията, София: ЛИК, 2001
4. Призраците на Маркс. Държавата на дълга, работата на траура и новият интернационал, Рива, 2018 – превод Тодорка Минева и Михаил Събев.

Други
1. Апории, София: Критика и хуманизъм (КХ), 1998
2. Вавилонски кули, София: Критика и хуманизъм, 1993
3. Вяра и знание, София: ЛИК, 2002
4. Гласът и феноменът, София: СемаРШ, 2007
5. Другото оглавяване, София: ЛИК, 2001
6. Освен името, София: СОНМ, 1995

### Диалози и полемики
- Позиции (разговори с Ю. Кръстева, Г. Скрапета и др.), София: Критика и хуманизъм, 1993.
- Лудостта (полемиката Фуко-Дерида), София: Критика и хуманизъм, 1996.
- Философия по време на терор (диалози с Ю. Хабермас и Ж. Дерида), София: Критика и хуманизъм, 2004.
- Limited Inc (полемика с Джон Сърл) (Evanston: Northwestern University Press, 1988).

### За Жак Дерида
- Марковски, Михал-Павел. Ефектът на вписването. Жак Дерида и литературата. София: Сонм, 2002.
- Около Дерида. Чудовищният дискурс. Прев. Стоян Атанасов и Маргарита Дишкова. София: Дом на науките за човека и обществото, 2002.
- Гласът на Жак Дерида: Софийски диалози. Съст. Ивайло Знеполски. София: Дом на науките за човека и обществото, 2003.
- Борадори, Джована. Философия по време на терор: Диалози с Юрген Хабермас и Жак Дерида. С., 2005.
- Тенев, Дарин. „Дерида и Адорно – съпротивата на остатъка“. – Критика и хуманизъм, 34, 2010, № 4.